# Alexander Karmann

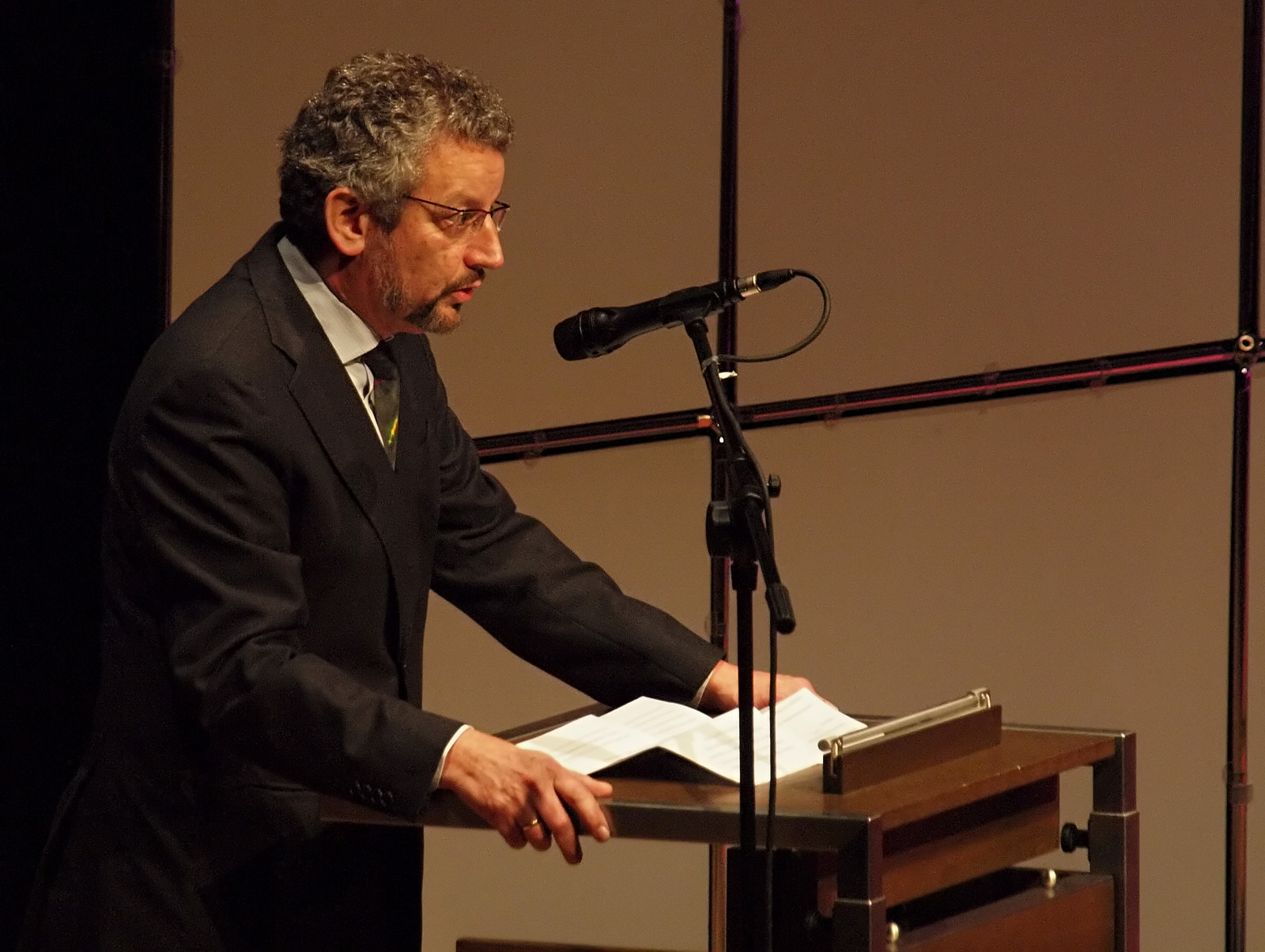
Alexander Karmann, 2009

Alexander Karmann (* 19. Juli 1948 in Nürnberg) ist ein deutscher Wirtschaftswissenschaftler.

## Leben
Karmann studierte von 1967 bis 1975 Mathematik an der Universität Erlangen-Nürnberg und schloss 1971 zudem ein Musikstudium am Konservatorium Nürnberg als Konzertpianist ab. Von 1975 bis 1986 arbeitete er als wissenschaftlicher Mitarbeiter an der Universität Karlsruhe, wo er 1979 promovierte. Es folgten die Habilitation im Jahr 1983 und die Lehrberechtigung für Volkswirtschaftslehre und Statistik an der Universität Karlsruhe. Im Jahr 1986 nahm er einen Ruf an die Universität Hamburg an, wo er als Professor für Volkswirtschaftslehre tätig war. Im Jahr 1994 wechselte Karmann an die Technische Universität Dresden, wo er von 1994 bis 2013 Professor für Volkswirtschaftslehre, insbesondere Geld, Kredit und Währung war. Seit 2013 ist er an der TU Dresden als Seniorprofessor für Volkswirtschaftslehre tätig; zwischen 2013 und 2014 übernahm Karmann den Vorsitz des Wirtschafts- und Sozialwissenschaftlichen Fakultätentags.

## Werke (Auswahl)
Karmanns Forschungsfelder sind Makroökonomie, Geldpolitik, Finanzinstitute, Gesundheitsökonomie sowie die Bereiche Schattenwirtschaft und Länderrisiko.
- 1981: Competitive equilibria in spatial economies (Diss.)
- 1985: Die permanente Einkommenshypothese: kritische Analyse einer monetaristischen Position mit Hilfe ökonometrischer Methoden (Habil.)
- 1990: Theorie rationaler Erwartungen: eine Einführung
- 1994: Mathematik für Wirtschaftswissenschaftler: problemorientierte Einführung
- 1995: On bank profitability under increasing interest rate volatility
- 1997: Monetäre Makroökonomik: Inflation
- 2000: Financial Structure and Stability
- 2002: Contagion of currency crises: some theoretical and empirical analysis
- 2003: Sovereign risk in a structural approach: evaluating sovereign ability-to-pay and probability of default
- 2006: Geld regiert die Welt? Wirtschaftliche Reflexionen
- 2014: Produktivität der Gesundheitswirtschaft